# Sergio Álvarez Mata
Sergio Álvarez Mata (Cuernavaca, Morelos, 19 de julio de 1962) es un político y abogado mexicano, miembro del Partido Acción Nacional; fue Secretario General de Gobierno del Estado de Morelos.
Sergio Álvarez Mata es abogado egresado de la Universidad Autónoma del Estado de Morelos y ha cursado estudios de Maestría en Derecho Constitucional y Democracia en la Universidad Anáhuac del Sur. 
Inició sus actividades políticas en 1994 cuando ingresó al PAN, fue presidente del Comité Municipal en Cuernavaca y Secretario General del Comité estatal, en 1997 fue elegido presidente municipal suplente de Cuernavaca, siendo propietario Sergio Estrada Cajigal, en 2000 fue diputado al Congreso de Morelos y el 2003 diputado federal plurinominal a la LIX Legislatura. En 2006 fue elegido senador por Morelos para el periodo que concluye en 2012, sin embargo solicitó licencia al cargo el 21 de septiembre y a partir del 1 de octubre de 2006 asumió el cargo de Secretario General de Gobierno de Morelos en la administración de Marco Adame Castillo. 12 de febrero de 2009 Presentó su renuncia al cargo, a fin de buscar la Candidatura a la Presidencia Municipal de Cuernavaca por el Partido Acción Nacional para el periodo 2009 2012, iniciando el día 17 de febrero el proceso de precampaña al interior de su partido.